# Catedral de San Bavón (Haarlem)

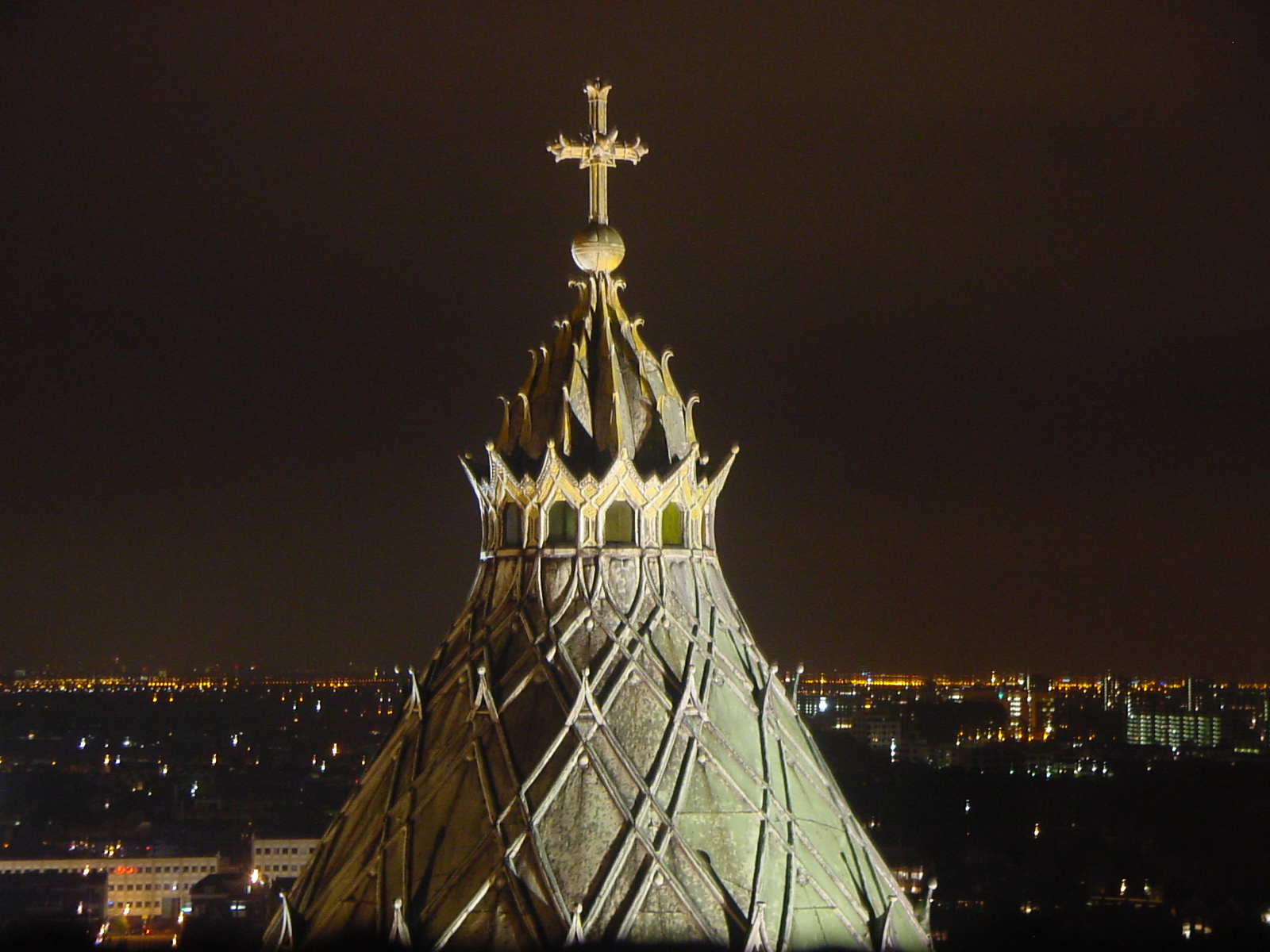
Detalle de la cúpula

La catedral basílica de San Bavón (en neerlandés: Kathedrale Basiliek Sint Bavo) es un edificio religioso en Haarlem, en los Países Bajos, construido por los católicos entre 1895 y hasta 1930 para sustituir a la anterior waterstaatskerk en la Jansstraat llamada San José. Esa iglesia fue a su vez construida para reemplazar a la Sint-Bavokerk, la anterior iglesia católica que en  1578  se había convertido al protestantismo tras ser confiscada tras el asedio de la ciudad.
La catedral de San Bavón ahora sirve como la principal catedral de la diócesis de Haarlem-Ámsterdam. Dentro de la catedral, la antigua sacristía se ha convertido en un pequeño museo (schatkamer) que contiene objetos históricos del pasado católico de Haarlem.

## Historia de la basílica catedral
En 1893, el obispo Gaspard Bottemanne hizo edificar una nueva catedral de San Bavón en Haarlem. Se dirigió al arquitecto Pierre Cuypers y a su hijo Joseph Cuypers quienes realizarían la mayor parte de la obra. El arquitecto Jan Stuyt y el hijo de Joseph Cuypers fueron asociados al proyecto. 
La construcción comenzó en 1895 al suroeste del centro de la ciudad, a orillas del canal Leidsevaart. La primera fase, de 1895 a 1898, permitió la elevación del coro y de las capillas radiantes, centro de gravedad de la edificación. Luego, de 1902 a 1906 se construyó el crucero y la nave. Las torres y la portada fueron erigidas entre 1927 y 1930. El edificio tiene una longitud aproximada de cien metros, con una altura aproximada de sesenta metros y una anchura de cuarenta y dos metros. 
El 2 de mayo de 1898, Gaspard Bottemanne consagró la catedral. El papa Pío XII le concedió el título de basílica menor en 1948.

## Galería de imágenes

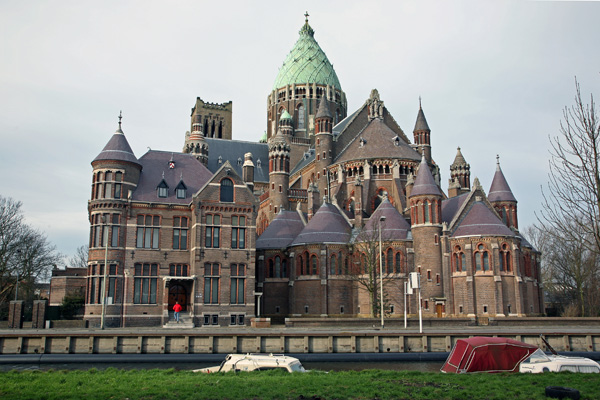
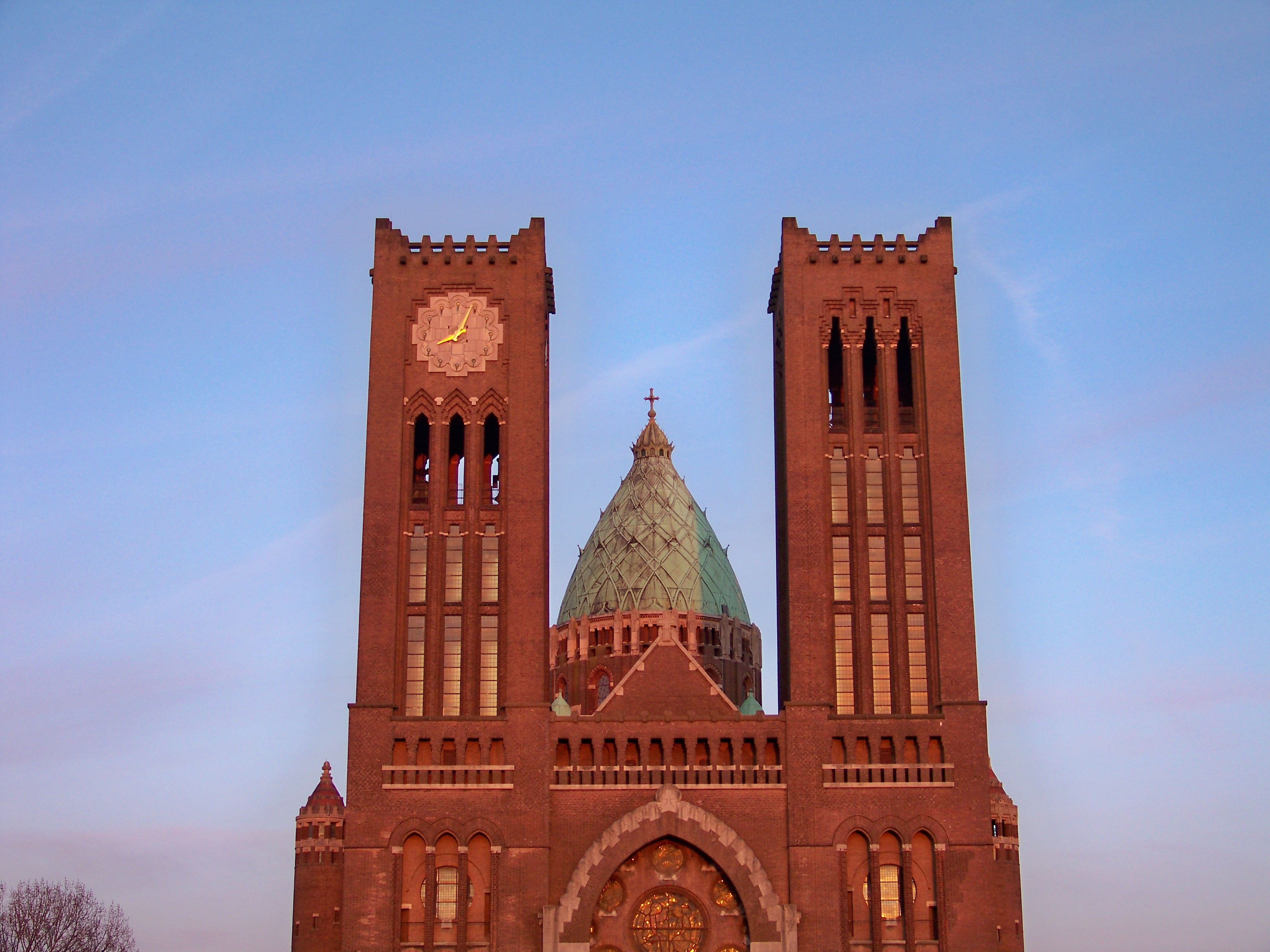
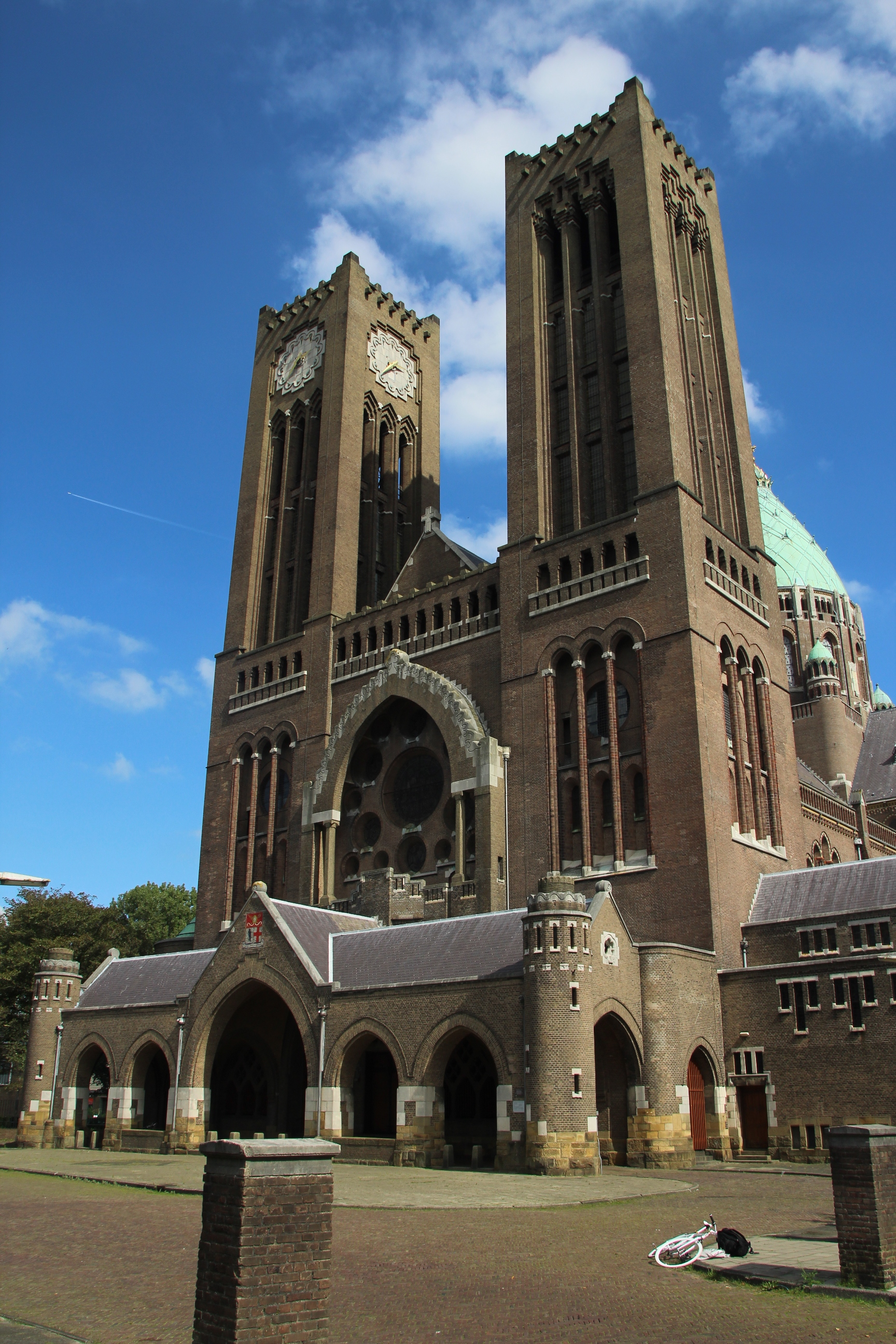
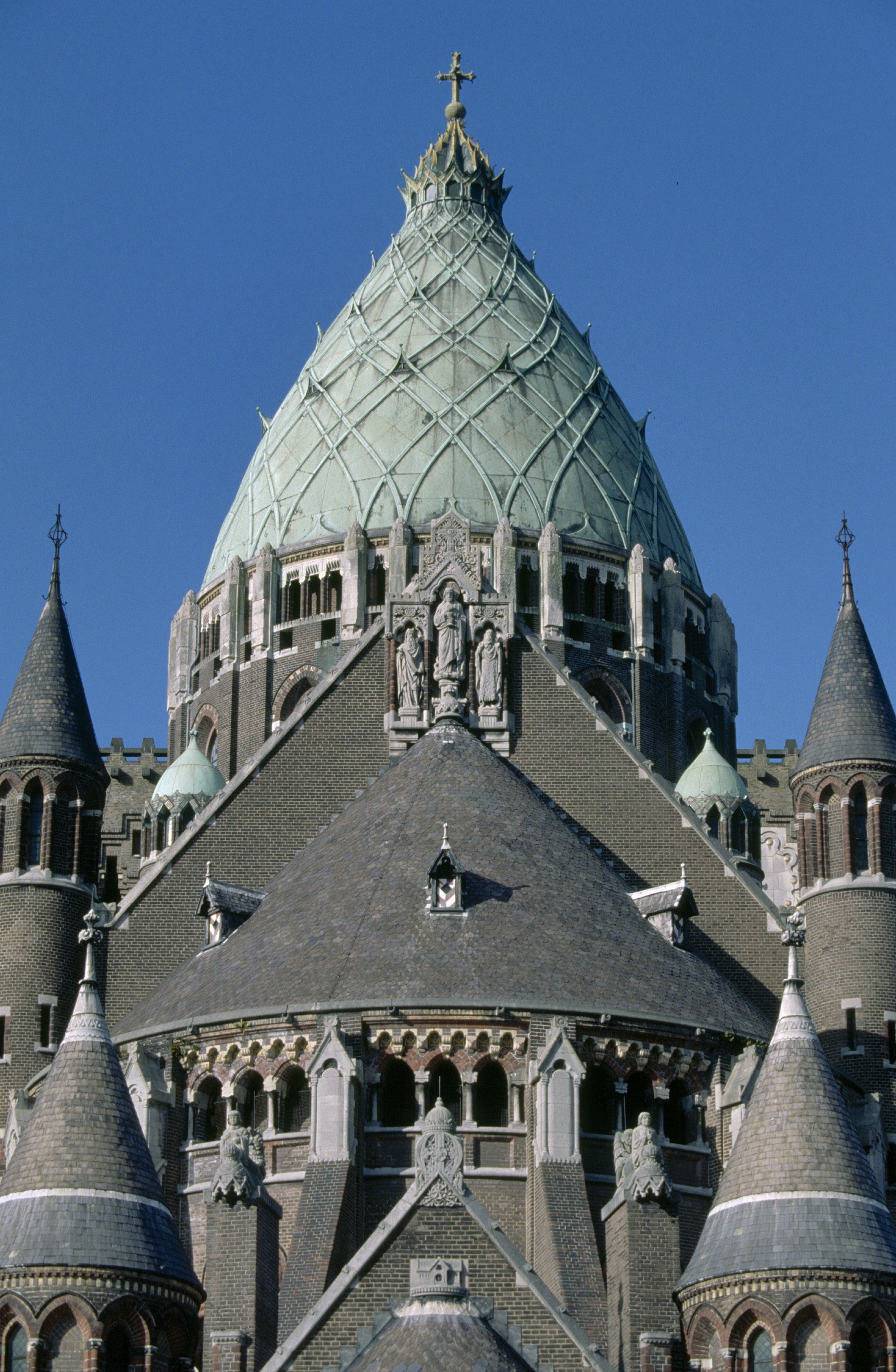

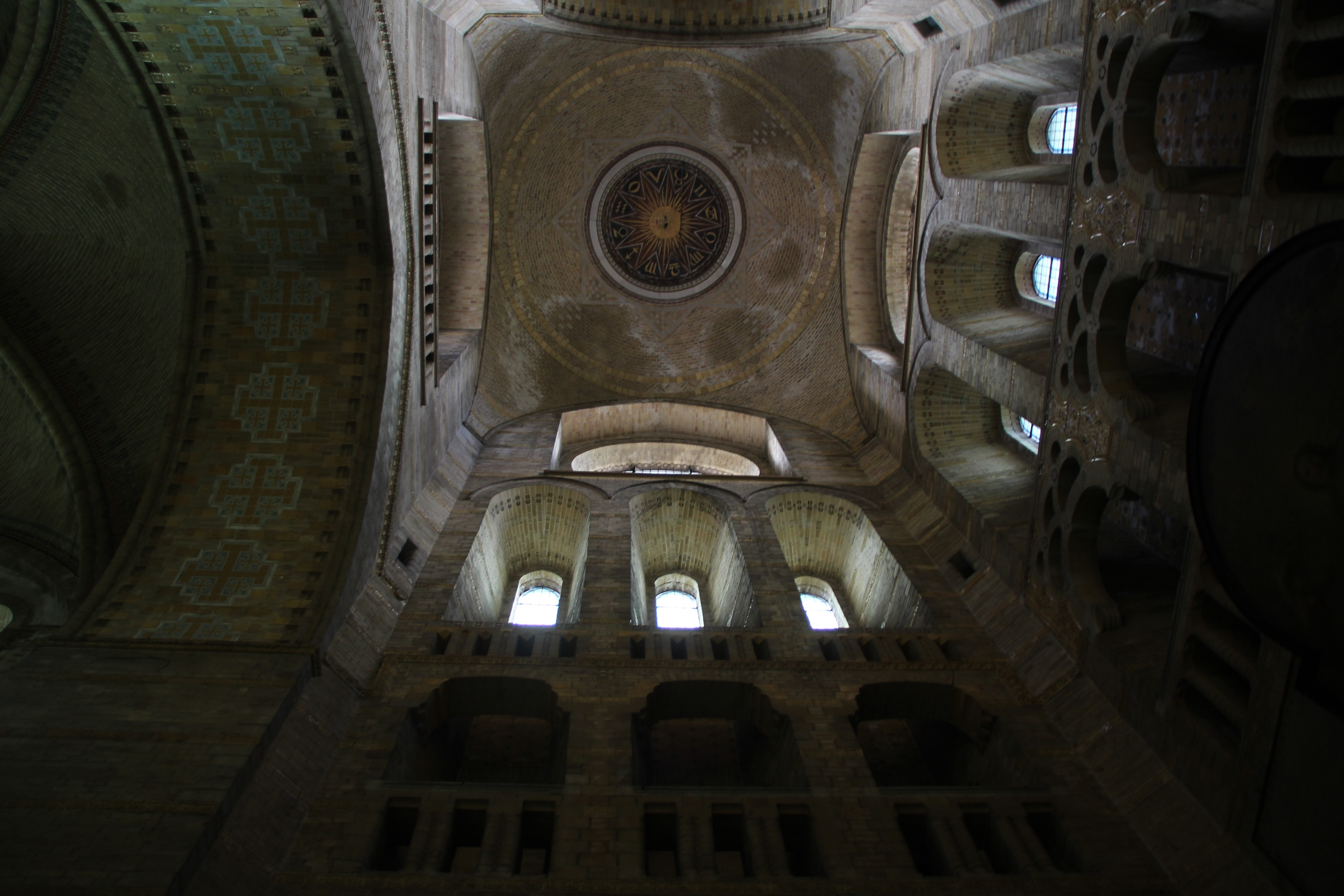
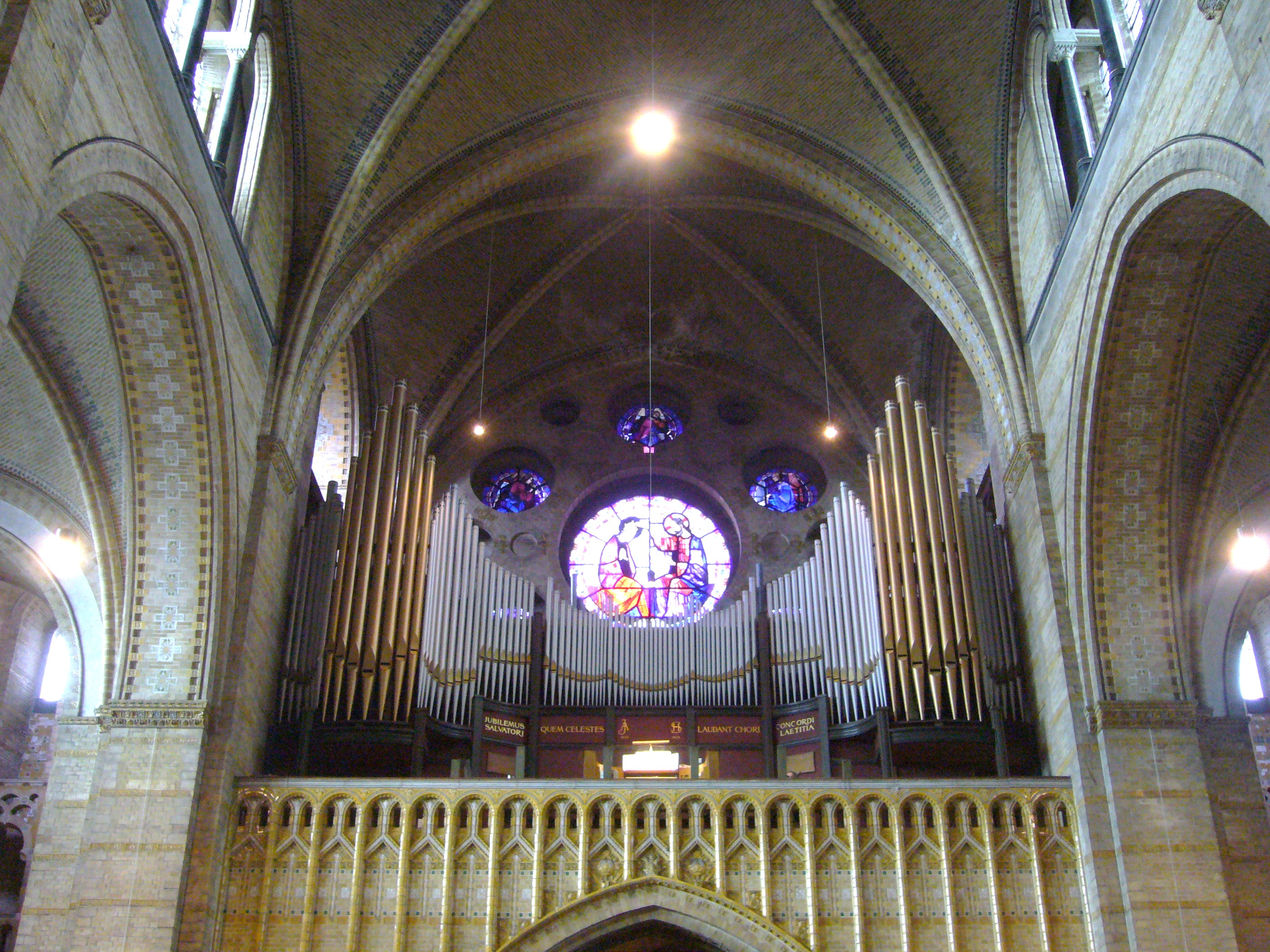
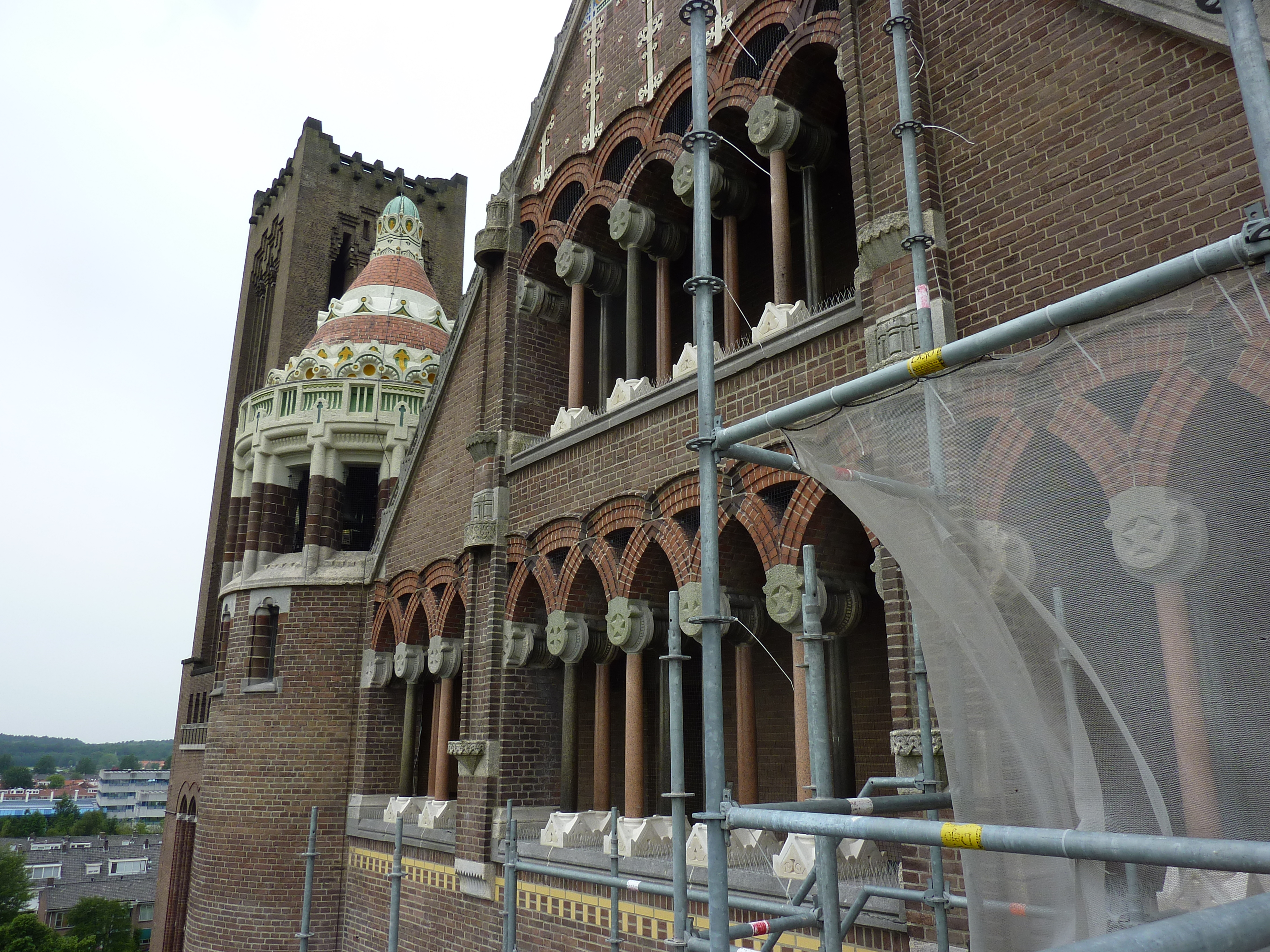
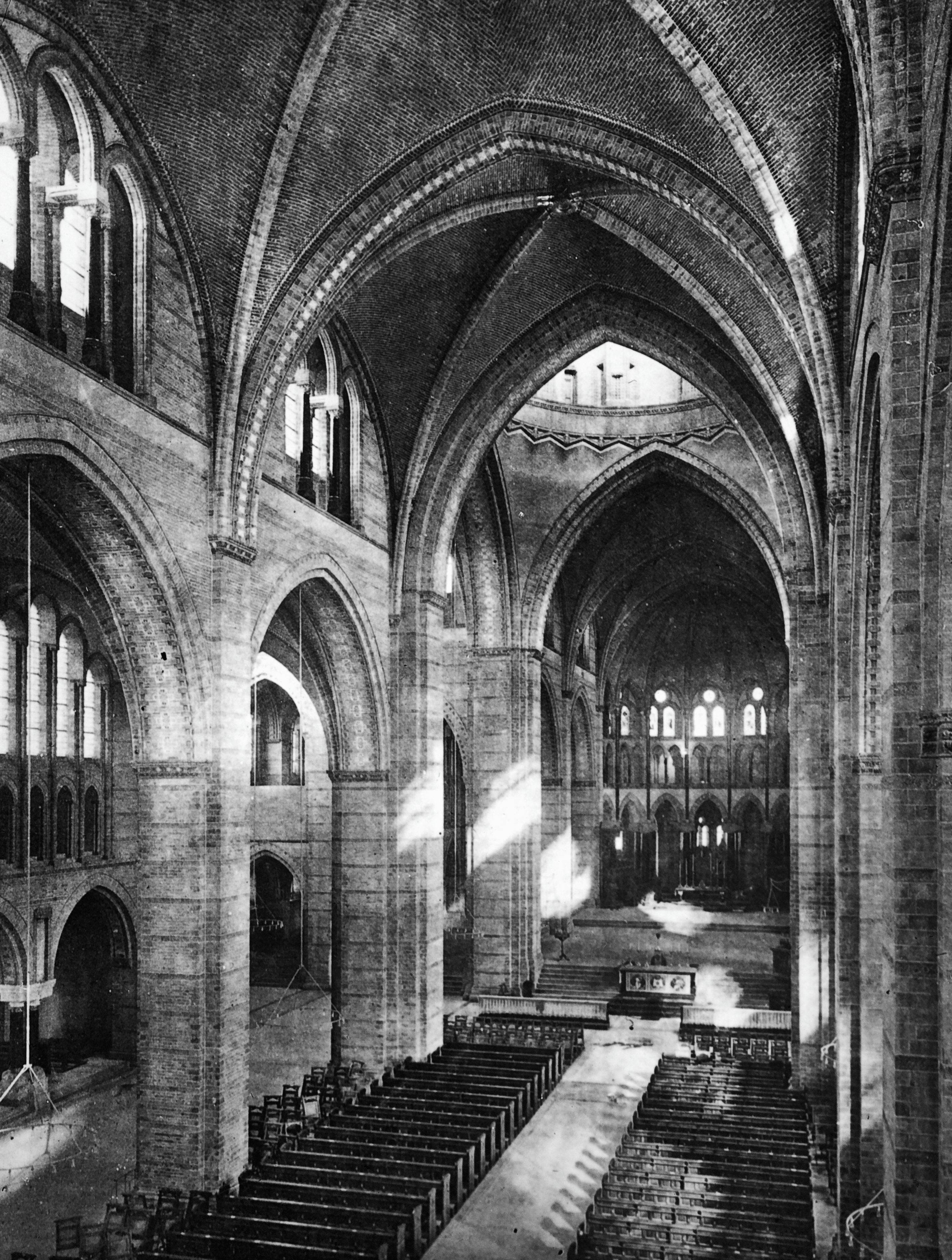